# Działanie refleksyjne
Działanie refleksyjne – rodzaj działania ludzkiego, u którego podstaw leży uważne i uporczywe rozważanie każdego przekonania lub wiedzy, a także ich źródeł oraz możliwych do zaistnienia konsekwencji.
Przesłankami, które determinują stosowanie takiego rodzaju działania u jednostki są: otwartość umysłu (potrzeba słuchania wielorakich interpretacji danego zdarzenia, dopuszczanie różnej argumentacji i różnych sposobów rozwiązania problemu), odpowiedzialność (potrzeba przewidywania i analizowania konsekwencji własnych podejmowanych działań) i szczerość (założenie, że otwartość i odpowiedzialność to fundament profesjonalnego działania). 
Przeciwstawnym rodzajem działania jest działanie rutynowe. Amerykański pedagog Donald Alan Schön, na podstawie rozróżnienia tych dwóch odmian działania, stworzył koncepcję refleksyjnego praktyka.